# Burkhard Dietz
Burkhard Dietz (* 1954 in Schwelm) ist ein deutscher Historiker, Archivar, Publizist und Kulturmanager.

## Leben und Wirken

### Herkunft und Bildung
Burkhard Dietz wuchs im Rheinland und in Guatemala auf und studierte 1976–1982 Geschichtswissenschaft, Germanistik und Pädagogik an den Universitäten Aachen und Bochum. Nach dem Ersten Staatsexamen wurde er 1983 wissenschaftlicher Mitarbeiter bei Hans Mommsen und 1984 bei Wolfgang Köllmann an der Ruhr-Universität Bochum.
Es folgten 1987–1989 Tätigkeiten als Verlagslektor und 1989–1994 als Archivar der Ruhr-Universität Bochum. 1992 wurde er bei Jürgen Reulecke und Harald Witthöft an der Universität-Gesamthochschule Siegen zum Dr. phil. promoviert mit einer intellektuellen Biografie über den frühneuzeitlichen Mathematiker Erich Philipp Ploennies (1672–1751) und dessen Wirken in der Frühaufklärung.

### Berufliche Laufbahn
1995 wurde Dietz Geschäftsführer des Instituts für Europäische Regionalforschungen (IFER) an der Universität-Gesamthochschule Siegen, 1996 Wissenschaftsredakteur und Kongressmanager der Hauptgeschäftsführung der Bundesärztekammer in Köln und 2004 wissenschaftlicher Mitarbeiter am Historischen Seminar der Heinrich-Heine-Universität Düsseldorf. Seit 2008 ist er freier Autor und Redakteur, 2013 gründete er mit dem deutschen Filmemacher Christoph Böll die Med & Art-Media Filmproduktion. Von 2017 bis 2019 leitete er das Kultur- und Kongressmanagement von Schloss Tunzenberg in Bayern.
Die Forschungs- und Publikationsschwerpunkte von Burkhard Dietz liegen im Bereich der Wissenschafts- und Ideengeschichte, der Technik- und Kulturgeschichte sowie der Wirtschafts- und Sozialgeschichte. Bis etwa zur Mitte der 1990er Jahre standen die Frühe Neuzeit und die Industrialisierungsperiode im Vordergrund seines publizistischen Interesses, seitdem hat er sich in zunehmendem Maße zeitgeschichtlichen Fragen zugewandt, insbesondere der Geschichte des Nationalsozialismus und der Geschichte der Deutschen Demokratischen Republik. Neuerdings engagiert er sich auch journalistisch in der Interview-Erstellung und Biografieforschung.

## Ehrungen
Burkhard Dietz wurde 1996 mit dem Albert-Steeger-Preis des Landschaftsverbandes Rheinland ausgezeichnet, er ist seit 1997 Ehrenmitglied des Hauptvereins des Bergischen Geschichtsvereins e. V., von dem ihm die Crecelius-Medaille verliehen wurde, und er ist Mitglied des Literarischen Zentrums Göttingen, des Förderkreises Forum Wissen an der Universität Göttingen sowie der Goethe-Gesellschaft in Kassel.

### Persönliches
Dietz lebt im Landkreis Göttingen.

## Schriften (Auswahl)
- mit Stefan Berger und Helmut Müller-Enbergs (Hrsg.): Das Ruhrgebiet im Fokus der Westarbeit der DDR. Essen 2020, ISBN 978-3-8375-2230-3
- mit Anselm Faust und Bernd-A. Rusinek (Bearb.): Lageberichte rheinischer Gestapostellen. Band 1: 1934. Düsseldorf 2012, ISBN 978-3-7700-7638-3, Band 2/1: Jan.–Jun. 1935. Düsseldorf 2014, ISBN 978-3-7700-7643-7, Band 2/2: Jul.–Dez. 1935. Düsseldorf 2015, ISBN 978-3-7700-7646-8, Band 3: Jan.–März 1936. Düsseldorf 2016, ISBN 978-3-7700-7647-5
- Grenzüberschreitungen. Mein Weg zur Geschichtswissenschaft. Erinnerungen und Erfahrungen. Horst Lademacher im Gespräch mit Burkhard Dietz und Helmut Gabel. Münster 2012, ISBN 978-3-8309-2630-6.
- mit Helmut Gabel und Ulrich Tiedau (Hrsg.): Griff nach dem Westen. Die „Westforschung“ der völkisch-nationalen Wissenschaften zum nordwesteuropäischen Raum (1919–1960). 2 Bände, Münster 2003, ISBN 3-8309-1144-0.
- mit Jost Biermann (Hrsg.): Fritz Helling: Mein Leben als politischer Pädagoge. Frankfurt am Main 2007, ISBN 978-3-631-53310-9.
- als Hrsg.: Fritz Helling. Aufklärer und „politischer Pädagoge“ im 20. Jahrhundert. Interdisziplinäre Beiträge zur intellektuellen Biographie, Wissenschaftsgeschichte und Pädagogik. Frankfurt am Main 2003, ISBN 3-631-51546-4.
- mit Stefan Ehrenpreis (Hrsg.): Drei Konfessionen in einer Region. Beiträge zur Geschichte der Konfessionalisierung im Herzogtum Berg vom 16. bis zum 18. Jahrhundert. Köln 1999, ISBN 3-7927-1759-X.
- mit Jörg Engelbrecht (Hrsg.): Charles Schmidt: Das Großherzogtum Berg, 1806–1813. Eine Studie zur französischen Vorherrschaft in Deutschland unter Napoleon I. (1905). Ins Deutsche übersetzt von Lothar Kellermann. Neustadt/Aisch 1999, ISBN 3-87707-535-5.
- mit Michael Fessner und Helmut Maier (Hrsg.): Technische Intelligenz und „Kulturfaktor Technik“. Kulturvorstellungen von Technikern und Ingenieuren zwischen Kaiserreich und früher Bundesrepublik Deutschland. Münster 1996, ISBN 3-89325-447-1.
- mit Ute Lange und Manfred Wahle (Hrsg.): Jugend zwischen Selbst- und Fremdbestimmung. Historische Jugendforschung zum rechtsrheinischen Industriegebiet im 19. und 20. Jahrhundert. Bochum 1996, ISBN 3-924517-37-1.
- Erich Philipp Ploennies (1672–1751), Leben und Werk eines mathematischen Praktikers der Frühaufklärung. Neustadt/Aisch 1996, ISBN 3-87707-491-X (zugl. Diss. phil., Siegen 1992).
- als Hrsg.: Erich Philipp Ploennies: Topographia Ducatus Montani (1715). Teil 1: Landesbeschreibung und Ansichten. Teil 2: Die Karten. Neustadt/Aisch 1988, ISBN 3-87707-073-6 und ISBN 3-87707-074-4.
- mit Winfried Schulze und Wolfhard Weber (Hrsg.): Universität und Politik. Festschrift zum 25jährigen Jubiläum der Ruhr-Universität Bochum. Band 1, Bochum 1990, ISSN 0557-8981.